# Mezzocorona
Mezzocorona (Duits: Kronmetz) is een gemeente in de Italiaanse provincie Trente (regio Trentino-Zuid-Tirol) en telt 4821 inwoners (31-12-2004). De oppervlakte bedraagt 25,4 km², de bevolkingsdichtheid is 190 inwoners per km².

## Demografie
Mezzocorona telt ongeveer 1979 huishoudens. Het aantal inwoners steeg in de periode 1991-2001 met 8,4% volgens cijfers uit de tienjaarlijkse volkstellingen van ISTAT.
| Jaar | Inwoneraantal |
| ---- | ------------- |
| 1991 | 4345          |
| 2001 | 4711          |

## Geografie
De gemeente ligt op ongeveer ca. 200 m boven zeeniveau en heeft aan de Brennerspoorlijn ook een station Mezzocorona.
Mezzocorona grenst aan de volgende gemeenten: Ton, Salurn (BZ), Roverè della Luna, Giovo, Mezzolombardo, Faedo, San Michele all'Adige.